# Tommy Melkersson
Tommy Melkersson, född den 1 februari 1965, är en svensk före detta ishockeyspelare.
Melkersson var känd som en hårdför back och vann SM-guld med Brynäs IF 1993 och 1999. Han spelade sammanlagt 494 elitserie/slutspelsmatcher för Brynäs och arbetar numer som rörmokare. 

## Klubbar
- IK Huge, Bomhus, Moderklubb
- Strömsbro IF, Gävle, 1981 - 1988
- Brynäs IF, Gävle, 1988 - 1999
- IK Huge, Bomhus, 2007 - 2008